# Destroyer (album)
Destroyer is het vierde studioalbum van de hardrockband Kiss. Het album verscheen op 15 maart 1976 en werd geproduceerd door Bob Ezrin.
Er zijn vier singles van uitgebracht: Shout It Out Loud, Flaming Youth, Detroit Rock City en Beth.

## Productie
Voor het eerst werd Bob Ezrin de producer, een zeer ervaren producer die ook met Alice Cooper (een van Kiss' invloeden) had gewerkt. De gitarist van Alice Cooper, Dick Wagner, verving Ace Frehley op Sweet Pain en Flaming Youth, omdat Ezrin vond dat Frehley niet genoeg moeite in de opnamen stopte. Frehley weigerde ook een potje kaarten af te breken om op te nemen. Dit was voor het eerst dat een muzikant buiten de band een taak overnam bij opnamen. De eerste demo die werd opgenomen voor Destroyer was Ain't None of Your Business van Peter Criss. Het nummer haalde het album niet, maar verscheen op het debuutalbum van de band Detective in 1977. Paul Stanley vertelde later dat het samenwerken met Ezrin een soort 'Musical Boot Camp' was. Hij was kapot van Ezrins besluit om Gene Simmons God of Thunder te laten inzingen.

## Nummers
Flaming Youth, vooral geschreven door Frehley, gaat over een band (Flaming Youth) waarvoor Kiss in 1973 een concert opende. De kinderstem die aan het begin van God of Thunder te horen is, is Bob Ezrins zoon, David Ezrin.
De eerste drie singles, Shout It Out Loud, Flaming Youth en Detroit Rock City, sloegen niet meteen aan, totdat radiostations Beth (de B-kant van Detroit Rock City) begonnen te spelen. Toen werden de single en het album plotseling een verkoopsucces. Later werd Beth het nummer van het jaar in de People's Choice Award 1977, wat werd geapprecieerd door Lydia Criss, de echtgenote van Peter Criss toen. Beth werd de eerste gouden single van Kiss.
In 1975 kwam een Kiss-liefhebber om het leven bij een auto-ongeluk onderweg naar een concert, later werd dit het verhaal van Detroit Rock City. De nieuwslezer aan het begin van het nummer is Gene Simmons.

## Tracklist
1. "Detroit Rock City" (Paul Stanley, Bob Ezrin)
2. "King of the Night Time World" (Stanley, Kim Fowley, Mark Anthony, Ezrin)
3. "God of Thunder" (Stanley)
4. "Great Expectations" (Gene Simmons, Ezrin)
5. "Flaming Youth" (Ace Frehley, Stanley, Simmons, Ezrin)
6. "Sweet Pain" (Simmons)
7. "Shout It Out Loud" (Stanley, Simmons, Ezrin)
8. "Beth" (Peter Criss, Stan Penridge, Ezrin)
9. "Do You Love Me?" (Stanley, Fowley, Ezrin)
10. "Rock and Roll Party" (Simmons, Stanley, Ezrin)

## Hitlijsten
Op 22 april 1976 behaalde het album goud en op 11 november 1976 platina. De hoogste notering is de 4de plaats op de hitlijsten in Zweden.